# Wiener Gruppe
Die Wiener Gruppe war eine lose Vereinigung österreichischer Schriftsteller, die aus dem Art Club hervorging und sich etwa 1954 unter dem Einfluss H. C. Artmanns in Wien formierte. Neben Artmann selbst zählten Friedrich Achleitner, Konrad Bayer, Gerhard Rühm und Oswald Wiener zu ihren Mitgliedern, aber auch Elfriede Gerstl, Ernst Jandl, Friederike Mayröcker, Andreas Okopenko und Gerald Bisinger hatten engen Kontakt zur Gruppe.
Die Arbeiten der Wiener Gruppe wurzeln literarisch in der Barockdichtung sowie im Expressionismus, Dadaismus und Surrealismus. Wichtige Impulse kamen auch von Vertretern der Sprachskepsis, Sprachkritik und Sprachphilosophie (wie etwa Hugo von Hofmannsthal, Fritz Mauthner oder Ludwig Wittgenstein).
Das Sprachbewusstsein der Wiener Gruppe zeigt sich auch an ihrer Auffassung der Sprache als optisches und akustisches Material. Auf Basis dieser Idee beschäftigten sich ihre Mitglieder unter anderem intensiv mit der Entwicklung von Lautpoesie und visueller Lyrik. Vor allem für Artmann war gerade der lautliche Reichtum des Dialekts ein wichtiger Ansatzpunkt, aber auch die mehr oder weniger konsequent verwendete Kleinschreibung kann in diesem Kontext betrachtet werden.
Nachdem Hans Carl Artmann ab 1958 eigene Wege gegangen war, markierte der Suizid Konrad Bayers am 10. Oktober 1964 schließlich das Ende der Wiener Gruppe.

## Historischer Hintergrund
Nach dem Zweiten Weltkrieg, der in Österreich vor allem für die Zivilbevölkerung fatale Auswirkungen hatte, bestand eine schwierige wirtschaftliche und soziale Situation, die man vor allem in der Kunst und Literatur als „Stunde Null“ bezeichnet. Das heißt, dass in jeder Weise eine Art von „Stillstand“ herrschte.
Durch die sieben Jahre des Nationalsozialismus in Österreich, in dem expressionistische, dadaistische und andere zeitgenössische Literatur verboten war und Blut-und-Boden-Literatur gepflegt wurde, war auch in der Kultur alles am Nullpunkt. Mit Aktionen wie Bücherverbrennungen hatten die Nationalsozialisten die von Adolf Hitler so bezeichnete „entartete Kunst“ zu vernichten versucht. Viele namhafte Autoren wie Bertolt Brecht, Thomas Mann und Erich Maria Remarque hatten nach der Machtergreifung der Nationalsozialisten Deutschland und nach dem sogenannten Anschluss Österreich verlassen und lebten im Exil. Folglich waren viele bedeutende literarische Werke nach Kriegsende nicht zugänglich.
Da der österreichische Kulturbetrieb durch Hungersnöte, Bombenangriffe und die gezielte Auslöschung der jüdischen Bevölkerung zum Erliegen gekommen war, entwickelte sich die österreichische Avantgarde verzögert. In anderen europäischen Ländern wie z. B. Frankreich hingegen existierte eine Avantgarde bereits seit Jahrzehnten.
In Österreich bestanden nach dem Zweiten Weltkrieg ein konservatives Klima und eine Rückbesinnung auf traditionsorientierte Denkweisen und Werte. Man versuchte in dieser Zeit, die österreichische Identität aufleben zu lassen. Im 19. Jahrhundert verhaftete Heimatdichter wie Peter Rosegger oder der Nationalsozialist Karl Heinrich Waggerl und der klassische Kanon sollten in der Literatur maßgeblich sein. Daher gab es nur beschränkte Publikationsmöglichkeiten für Neues und eine Ignoranz gegenüber neuen literarischen Bestrebungen. In dieser Isolation war es nur möglich, innerhalb einer Gruppe moderne und alternative Denkweisen zu entwickeln.

## Entstehung der Wiener Gruppe
Im Februar 1947 wurde der Art Club gegründet, vorerst eine Vereinigung bildender Künstler (z. B. Alfred Kubin und Friedensreich Hundertwasser). Dieser war ein kultureller Mittelpunkt der sogenannten Wiener Szene. Im Vereinslokal „Strohkoffer“ trafen sich 1952 Gerhard Rühm und H.C. Artmann, später lernten diese Konrad Bayer und den Jazzmusiker Oswald Wiener kennen, schließlich stieß Friedrich Achleitner als letztes Mitglied zur Wiener Gruppe. Anknüpfungspunkte und Vorbilder fand die Gruppe in avantgardistischen Strömungen wie Spätexpressionismus, Dadaismus oder Surrealismus. Da sie diesen Richtungen zeitlich nachfolgte, ordnet man die Wiener Gruppe dem sogenannten „Neoavantgardismus“ zu. 1953 definierte Artmann den sogenannten „poetischen act“ als Ausdruck einer spontanen Handlung, die nicht an ein Aufzeichnungsmedium gebunden ist.
Ab 1954 trafen sich die Künstler im Cafe „Glory“, womit die fruchtbare Periode der Gruppe begann. Es entwickelte sich in den folgenden Jahren eine radikale Einstellung zur Kunst und eine zunehmende Isolation. Die Gruppe richtete sich intensiv gegen konservative literarische Strömungen der Nachkriegszeit und fand keine umfassende Anerkennung. Die Literaten hatten daher große Probleme, ihre Arbeiten zu veröffentlichen.
Im Dezember 1954 gründeten sie den Club „Exil“, dem sich auch Komponisten und Maler anschlossen. Mitte der 50er Jahre nahmen die Mitglieder verstärkt zu politischen Fragen Stellung und experimentierten intensiv mit der Sprache. Sie setzten sich vermehrt mit der „Konkreten Poesie“ auseinander, indem sie etwa einen Text auf Grundvokale reduzierten und allgemein alle Wörter klein schrieben. Damit lösten sie die traditionelle Gattungspoetik auf und gaben der visuellen und akustischen Präsentation Bedeutung. 1956 erschien eine Nummer der Zeitschrift „alpha“ mit einer neuen Domäne der Wiener Gruppe. Damit führten sie unter anderem die experimentelle Dialektdichtung ein.